# 台湾轴果蕨
花莲蹄盖蕨（学名：Rhachidosorus pulcher），又名台湾轴果蕨，为蹄盖蕨科轴果蕨属下的一个种。

## 扩展阅读
- 維基物種上的相關：花莲蹄盖蕨